# Samuel Huntington (1731–1796)
Samuel Huntington (ur. 5 lipca?/16 lipca 1731 w Scotland (Connecticut), zm. 5 stycznia 1796 w Norwich) – amerykański delegat Kongresu Kontynentalnego ze stanu Connecticut, sygnatariusz Deklaracji niepodległości Stanów Zjednoczonych.

## Życiorys
Samuel Huntington – prawnik, polityk i bohater wojny o niepodległość Stanów Zjednoczonych; urodził się w Windham, obecnie Scotland, w stanie Connecticut; studiował prawo, został przyjęty do palestry w 1758 r. i rozpoczął praktykę w Norwich w stanie Connecticut w 1758 r.; przewodniczący Kongresu Kontynentalnego 1779/81, główny sędzia Sądu Najwyższego stanu Connecticut 1784/85; 18. gubernator stanu Connecticut od 1786 r. aż do swojej śmierci w Norwich, w stanie Connecticut.